# جانا كرامر
جانا كرامر (بالإنجليزية: Jana Kramer)‏ هي مغنية وكاتبة غنائية وممثلة أمريكية، ولدت في 2 ديسمبر 1983 بديترويت في الولايات المتحدة. بدأت مشوارها المهني سنة 2002.

## أعمال

### أفلام
- (2006) كليك
- (2008) ليلة حفل التخرج[7]
- (2009) لايد تو رست

### مسلسلات
- تل الشجرة الواحدة
- التحقيق في موقع الجريمة
- نيويورك

## وصلات خارجية
- جانا كرامر على موقع IMDb (الإنجليزية)
- جانا كرامر على موقع ألو سيني (الفرنسية)
- جانا كرامر على موقع ميوزك برينز (الإنجليزية)
- جانا كرامر على موقع أول موفي (الإنجليزية)
- جانا كرامر على موقع قاعدة بيانات الأفلام السويدية (السويدية)
- جانا كرامر على موقع أول ميوزيك (الإنجليزية)
- جانا كرامر على موقع ديسكوغز (الإنجليزية)
- جانا كرامر على موقع قاعدة بيانات الفيلم (الإنجليزية)
- جانا كرامر على موقع كينوبويسك (الروسية)